# Colombias östliga slätt
Colombias östliga slätt (spanska: llanos orientales eller orinoquía) är en av Colombias sex naturregioner.

Regionen är en del av slättlandet Llanos och ligger mellan Orinokofloden och Östkordiljäran av Anderna.
Departament i regionen är Arauca, Casanare, Meta, och Vichada.